# Montegrosso Pian Latte
Montegrosso Pian Latte är en ort och kommun i provinsen Imperia i regionen Ligurien i Italien. Kommunen hade 123 invånare (2018).